# OMCカード
OMCカード（オーエムシーカード）は、SMBCファイナンスサービス株式会社が発行するクレジットカードである。

## 概要
旧・株式会社オーエムシーカード時代から発行されていたカードであり、その原点は1978年にダイエーのハウスカードとして発行開始された「ダイエーメンバーズカード」である。1983年には「オレンジメンバーズカード」と改称され、頭文字を取った「OMC」（Orange Member's Card）が通称となっていた。国際カード化に先立つ1987年から「OMCカード」が正式名称となり現在に至る。
国際ブランドは特記がない限りVisa、MasterCard、JCBから選ぶことが出来る。ただし、一部のプロパーカードや提携カードではブランド選択肢が限られる（もしくは、特定ブランドしか選択出来ない）ことがある。一般カード・GOLDカード・プラチナカードには、ハローキティデザインのタイプがある。
当初旧オーエムシーカードから継承した「OMCカード」は表面のロゴが「OMC」のみだったが、その後「Cedyna」も併記されるようになった。
2024年4月の三井住友カードへの合併後は、一部のカード（ハローキティデザインを含む）が名称とデザインを変更の上で更新および再発行され、JCBブランドも継続されるが、新規発行の再開については未定。

## プロパーカード
OMCカード→三井住友カード（OMC）　※2024年1月25日で新規申し込み終了
OMCブランドのスタンダードカード。旅行傷害保険額は国内で最高1,000万円・海外で最高2,000万円、ショッピング保険（動産総合保険）最高50万円、カード紛失・盗難保険付帯。「OMCカード ハローキティ→三井住友カード（OMCハローキティ）」では国際ブランド毎にカラー・デザインが異なる（Visaは青基調、MasterCardは黄基調、JCBは緑基調）。年会費は1,100円（10%消費税込）であるが、前年度のカードショッピングの利用合計額が税込60万円以上の場合は翌年度の年会費が無料となる。
OMC GOLDカード→三井住友カード ゴールド（OMC）　※2024年1月25日で新規申し込み終了
ゴールドカードのサービスを提供するOMCブランド最上位のカード。旅行傷害保険額は国内・海外ともに最高5,000万円、ショッピング保険（動産総合保険）最高100万円、カード紛失・盗難保険付帯。さらに、ネットセキュリティサービス（第三者による不正利用が認められた場合に補償）も付帯し、365日24時間対応の会員専用ロードサービスや空港ラウンジサービス（サービス内容はVisa/MasterCardとJCBで一部異なる）も受けられる。年会費6,600円（10%消費税込）。
地球にやさしいカード（旧名称：OMCエコロジーカード）
発行開始年は1991年から。このカードは、ショッピング利用額の0.5%相当額をSMBCファイナンスサービスが（カード会員の負担なしに）緑の自由防衛基金を通じて保護・研究団体へ寄付される。国際ブランドはVisaのみ。カードの種類はテーマごとに12種類を設定している。1991年の発行開始から2021までの30年間で寄付金総額が約7億8598万円に達しており、他社の寄付金付カードの寄付金をはるかに上回っている。年会費は1,375円（10%消費税込）で、通常のOMCカードよりも275円（10%消費税込）増額されている。
セディナカードクラシック（OMC）→三井住友カード（FSクラシック）※2023年9月25日で新規申し込み終了
一般向けの新規発行開始は2013年4月から。セディナブランドのスタンダードカードであるが、「セディナカード」とは異なり、国内最高1,000万円・海外最高2,000万円の旅行傷害保険が付帯となる。「OMCカード」同様にイオン・ダイエーでのわくわくポイント3倍の対象カードとなっており、カード券面にはCedynaとOMCのロゴが併記されている。年会費1,100円（10%消費税込）。
一般向け発行開始以前から提携を解消したカードの代替カードとして発行されており、こちらはOMCカード扱いのものは別にCFカード扱いのものもあったが、旧CFカード扱いのものは2023年3月31日で取り扱いを終了した。
CFカード扱いのものは表面にOMCのロゴがなく「CF」の文字が入り、イオン・ダイエーでのわくわくポイント3倍の対象外となるなどサービスが異なっていた。
セディナカードファースト→三井住友カード（ファースト）　※2023年9月25日で新規申し込み終了
発行開始は2013年4月から。付帯保険や特典内容は「セディナカードクラシック」に準じるが、入会年齢を25歳までとしたエントリーカードで、年会費が初年度無料、次年度以降は1,100円（10%消費税込）であるが、前年度に1回でもカードショッピングの利用があった場合には無料となる。通常のカード券面のデザインは「セディナカードクラシック」と統一しているが、色を紺とすることで区別している。
セディナカードJiyu!da!(旧名称：OMC Jiyu! da!カード)　→三井住友カード（Jiyu!da!）※2024年1月25日で新規申し込み終了
月々払い（リボルビング）をメインとするカード（1回払いの場合でも自動的に月々払いとなるので注意が必要）。カード利用額の範囲内で支払額の変更が可能なほか、余裕があるときには任意額をインターネットや銀行ATMなどで支払う「よゆう払い」も可能である。年会費永年無料（家族会員を含む）。2013年4月発行分から「セディナ」ブランドのカードとして名称が変更となった。
セディナゴールドカード→三井住友カード ゴールド（FS）　※2024年1月25日で新規申し込み終了
発行開始は2014年7月から。前述のOMC GOLDカードに準じたサービス内容である一方、海外旅行傷害保険が1億円に増額されるなどの違いがある。イオン・ダイエーでのわくわくポイント3倍の対象カードとなっており、カード裏面にはCedynaとOMCのロゴが併記されている。年会費6,600円（10%消費税込）。なお、若年層向けの低価格ゴールドカードである「セディナカードゴールド→三井住友カード（FSゴールド）」とは異なる。
セディナプラチナカード→三井住友カード プラチナ（FS）　※2024年1月25日で新規申し込み終了
発行開始は2014年9月から。SMBCファイナンスサービスが発行するカードで最高級レベルのサービスが受けられるプラチナカードで、旅行傷害保険額は国内・海外ともに最高1億円、ショッピング保険（動産総合保険）最高500万円、カード紛失・盗難保険付帯。コンシェルジュサービス、プライオリティ・パス、グルメやホテルの優待サービスといったプラチナカード限定のサービスが用意されているほか、空港ラウンジサービスはカード会員に加えて同伴者1名も無料となる。「セディナゴールドカード」同様、イオン・ダイエーでのわくわくポイント3倍の対象カードとなっており、カード裏面にCedynaとOMCロゴが併記されている。年会費33,000円（10%消費税込）。国際ブランドはVisaとJCBの2種類。

## 提携カード
本節では、カード券面に「OMC」ロゴが表記されており、2022年8月時点で新規申込受付を行っている提携カードを述べる。「Cedyna」ロゴ仕様の提携カードについては、セディナ#発行クレジットカードを参照。
miberryカード
日本旅行のグループ会社である日本旅行リテイリングとの提携カード。年会費は1,650円（10％消費税込）。国際ブランドはVisaのみだが、カードデザインがアクティブレッド、クリアブルー、ライトオレンジの3色が設定されている。
LEncoreカード
ローソンエンタテインメントとの提携カードで、ローソンチケットにて初回登録を済ませることでLEncore会員の特典を受けることが可能。年会費は1,650円（10％消費税込）。国際ブランドはVisaとJCBの2種類。
ニシザワカード
ニシザワとの提携カード。年会費は1,100円（10%消費税込）だが、前年度のカードショッピングの利用合計額が税込5万円以上の場合は翌年度の年会費が無料となる。国際ブランドはJCBのみ。
アトムカード
手塚プロダクションとの提携による鉄腕アトムデザインの社会貢献型カード。カードショッピングの利用金額の0.3%相当額をSMBCファイナンスサービスが負担する形で（カード会員への負担なしで）寄付される。寄付先については固定をせず、両社の代表者で構成される「アトムカード委員会」にて子供達の夢を叶える活動や子供達を救う活動に合致する団体が毎年選定されている。年会費は初年度無料で次年度以降は1,100円（10%消費税込）。国際ブランドはMasterCardのみ。
ありがとうカード
今治デパートとの提携カード。年会費は初年度無料、次年度以降は1,100円（10%消費税込）だが、前年度のカードショッピングの利用合計額が税込3万円以上の場合は無料となる。イオン・ダイエーでのわくわくポイント3倍の対象外となる。
OSAKAメセナカード
大阪府との提携による社会貢献型カード。カードショッピングの利用金額の0.3%相当額をSMBCファイナンスサービスが負担する形で（カード会員への負担なしで）大阪府文化振興基金へ寄付される。年会費は初年度無料、次年度以降は1,100円（10%消費税込）だが、前年度のカードショッピングの利用合計額が税込3万円以上の場合は無料となる。カードデザインは国際ブランド毎に異なる。
慶應OMCカード
慶應義塾大学及び慶應学術事業会との提携カード。同大学の関係者のみ申込可能で、現役学生を対象とした慶應義塾生活協同組合の組合員証との一体型カードとなる(塾生)と、短期大学を含む卒業生・教職員・現役学生の両親や祖父母を対象とした(塾員)の2種類がある（なお、(塾生)は大学卒業に合わせて(塾員)へ切り替わる）。(塾生)は在学中は年会費無料で、イオン・ダイエーでのわくわくポイント3倍の対象カードであるが、日本国内でのカードキャッシングは原則利用不可となり、大学内の生協食堂・購買部・書道部で少額対応のクレジット払いをメインとしている（海外でのカードキャッシングの利用ついては、渡航前に「アンサーセンター」へ連絡し、所定の手続きを行い、一定の審査を通過することで可能となる）。(塾員)は日本国内でのカードキャッシングが利用可能になるなどサービスが拡充されるが、年会費1,100円（10%消費税込）がかかる。(塾生)・(塾員)ともに国際ブランドはMasterCardとJCBの2種類で、JCBはハローキティデザインとなる。
慶應OMCGOLDカード
「慶應OMCカード(塾員)」のゴールドカード仕様で、申し込み対象者は「慶應OMCカード(塾員)」に準じる。年会費は6,600円（10%消費税込）で、国際ブランドはJCBのみ。ハローキティデザインとなる。
長渕剛カード/長渕剛クラブカード
貯めたわくわくポイントをオリジナルグッズに交換できる特典が付与されるカード。「長渕剛カード」は年会費は初年度無料、次年度以降は1,100円（10%消費税込）。「長渕剛クラブカード」はオフィシャルファンクラブ「長渕剛クラブ」の会員証との一体型となり、年会費の自動引落が行われる（年会費の自動引落は指定した金融機関から引き落とされる）。年会費は永年無料となる。いずれのカードも国際ブランドはMasterCardのみ。
BPセレクトカード
万代シテイ ビルボードプレイス（新潟県にあるファッションビル）との提携カード。年会費は初年度無料、次年度以降は1,100円（10%消費税込）だが、前年度のカードショッピングの利用合計額が税込3万円以上の場合は無料となる。イオン・ダイエーでのわくわくポイント3倍の対象外となる。国際ブランドはVisaとMasterCardの2種類。
フラレアカード
文踊社が発行するハワイアン・ビジュアルマガジン「フラレア」とのコラボレーションカード。「OMCカード」や「セディナカードクラシック」と同等レベルの保険額となる旅行傷害保険やショッピング保険（動産総合保険）、カード紛失・盗難保険が付帯する。年会費は1,100円（10%消費税込）。国際ブランドはVisaのみだが、カードデザインがピンク基調の「アウアナ」とブラウン基調の「カヒコ」の2種類が用意されている。
フラレアGOLDカード
「フラレアカード(アウアナ)」のゴールドカード仕様。旅行傷害保険やショッピング保険（動産総合保険）の最高保険額が「OMC GOLDカード」と同等レベルに引き上げられ、旅行傷害保険額は国内・海外ともに最高5,000万円、ショッピング保険（動産総合保険）は最高100万円となり、ネットセキュリティサービスや会員専用ロードサービスが付帯される。年会費は6,600円（10%消費税込）で、国際ブランドはVisaのみ。